# Phaonia flavicornis
Phaonia flavicornis är en tvåvingeart som beskrevs av Stein 1913. Phaonia flavicornis ingår i släktet Phaonia och familjen husflugor. Inga underarter finns listade i Catalogue of Life.